# 北海道脳神経内科病院
医療法人北祐会　北海道脳神経内科病院（旧　北祐会神経内科病院：ほくゆうかいしんけいないかびょういん）は、札幌市西区にある病院。1982年（昭和57年）に神経難病専門病院として開設。神経難病における研究推進と北海道における神経難病医療環境の発展を図るための財団「北海道神経難病研究センター」を設立している。2021年7月に第１期新病院建替工事（同敷地内）竣工し、新病院建物にて診療開始。2022年4月に病院名を「北海道脳神経内科病院」と改称し、グランドオープンとなる。

## 機関指定
- 保険医療機関
- 生活保護法指定医療機関
- 特定疾患受託医療機関

## 診療科等
診療科
- 脳神経内科
- リハビリテーション科

専門外来
- パーキンソン病および関連疾患
- 小脳性運動失調症
- 運動ニューロン疾患
- 神経免疫性疾患

部門
- 診療部
- リハビリテーション部
- 看護部
- 地域医療支援部
- 総務部
- 感染制御部

## 施設認定
- 日本神経学会認定教育施設

## アクセス・駐車場
- ジェイ・アール北海道バス（琴似営業所）「二十四軒2条2丁目」バス停降車
- 札幌市営地下鉄東西線二十四軒駅から徒歩約8分
- 北海道旅客鉄道（JR北海道）琴似駅から徒歩約15分
- 札幌市中心部から車で約20分
- 札樽自動車道新川IC・札幌西ICから車で約20分
- 駐車場あり

## 関連施設
- 札幌パーキンソンMS神経内科クリニック[4]